# Suruí
Les Suruí sont un groupe indigène des États brésiliens du Rondônia et du Mato Grosso, dont l'auto-dénomination est Paiter, ce qui signifie « vraies personnes, nous-mêmes ». Ils parlent la langue paiter-suruí, qui appartient à la famille linguistique Mondés et au groupe linguistique Tupi. 
Leur chef Almir Narayamoga joue un rôle de porte-parole de son peuple et de la cause autochtone dans le monde.

## Géographie
Les terres indigènes de Sete de Setembro, où vivent les Paiter, se situent au Brésil, dans une région frontalière, au nord de la municipalité de Cacoal (État du Rondônia) jusqu'à la municipalité d'Aripuanã (État du Mato Grosso). Plus précisément, cette terre indigène est localisée dans le bassin du rio Branco, un affluent du rio Roosevelt et qui est formé de la jonction des rivières rio Sete de Setembro et rio Fortuninha. Les principaux affluents du rio Branco qui drainent la zone sont sur sa rive droite le rio Ribeirão Grande, le rio Fortuninha et le rio Fortuna, et sur sa rive gauche, les rivières Igapó (d'après la dénomination des Paiter), la rivière rio São Gabriel et d'autres sans nom. 

## Histoire
Le premier contact avec l'homme blanc a eu lieu en 1969 et fut rapidement suivi d'épidémies, d'alcoolisme et d'autres maux qui ont décimé la population de la tribu qui a chuté de près de 5 000 à un peu plus de 250 personnes,. 

## Société

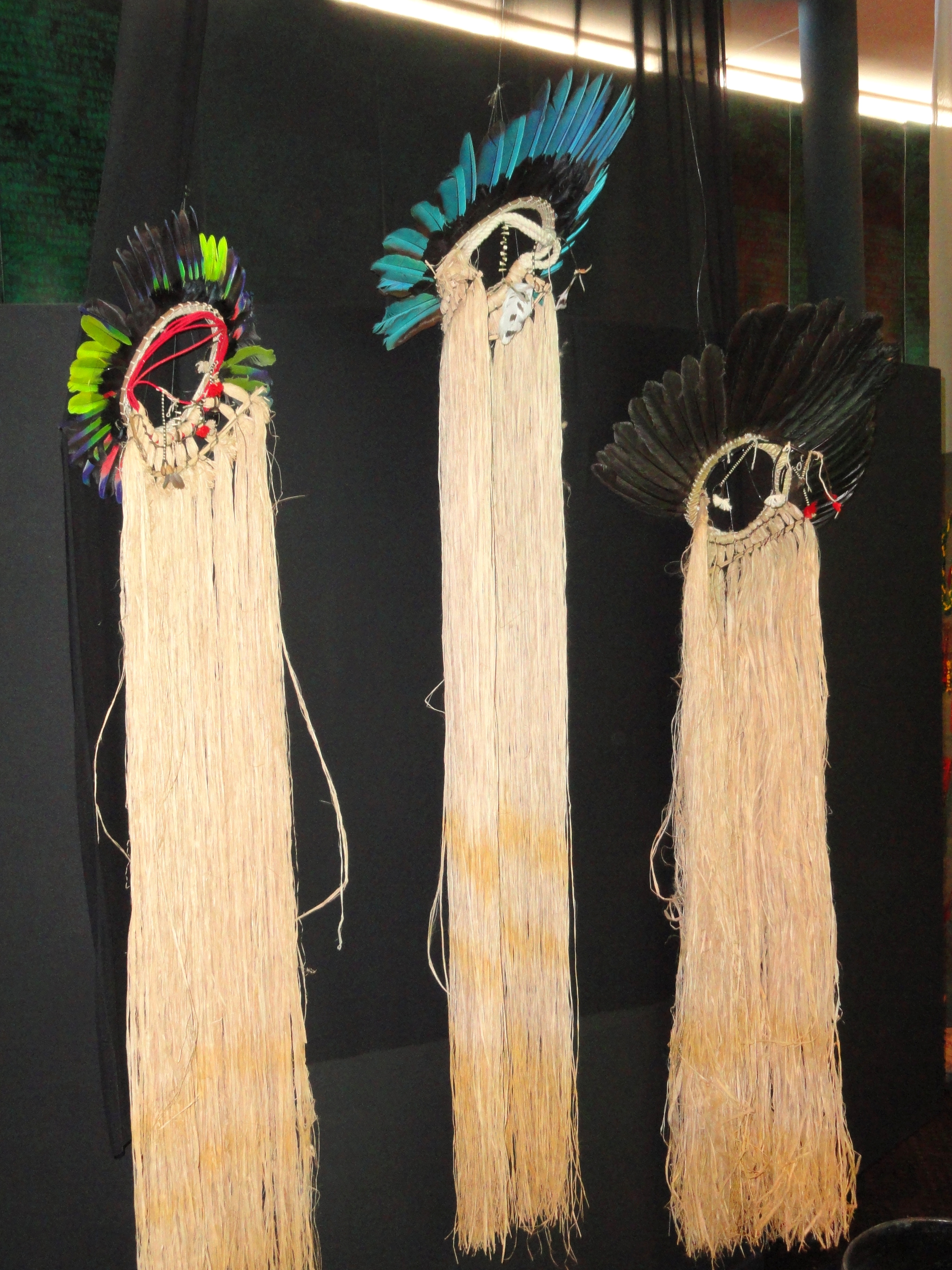
Coiffes Suruí-Paiter exposées au Mémorial des peuples autochtones

Les Paiter-suruís vivent de la chasse, de la pêche, de la collecte de produits forestiers et de l'agriculture. Les hommes sont responsables de la chasse et de la préparation des terres pour les cultures. Les femmes ont la responsabilité du soin aux enfants, de la cuisine de la poterie et de la vannerie. Les deux sexes plantent et pêchent. Malgré les pressions qu'ils subissent de la part des non-Indiens, qui ont contribué à plusieurs changements dans le groupe, les Paiter maintiennent encore une grande partie de leurs traditions, tant en ce qui concerne la culture matérielle que les aspects cosmologiques, qui se rapportent à la culture des autres groupes mondés.
Selon les Indiens, la réserve est la cible des entreprises d'exploitation forestière. Pour cette raison, ils utilisent Internet pour dénoncer les progrès de la déforestation.